# Lotniskowiec II
Lotniskowiec II – projektowany niemiecki lotniskowiec, którego powstanie zaproponowano w czasie II wojny światowej przez przebudowę nieukończonego francuskiego krążownika „De Grasse”, zdobytego przez Niemcy w 1940 roku w stanie nieukończonym w stoczni Arsenal de Lorient. W 1942 roku Kriegsmarine zdecydowała się na przebudowę krążownika na pomocniczy lotniskowiec, który mógłby przenosić 23 myśliwce i bombowce nurkujące. Prace zostały wstrzymane w lutym 1943 roku z powodu braków materiałów i pracowników, zagrożenia ze strony nalotów bombowych aliantów i problemów z projektem jednostki. Okręt został ostatecznie ukończony i wcielony do służby jako krążownik przeciwlotniczy w 1956 roku przez marynarkę francuską.

## Projekt i prace stoczniowe
Stępkę pod budowę francuskiego krążownika „De Grasse” położono w stoczni Arsenal de Lorient w Lorient 28 sierpnia 1939 roku. Prace nad nieukończonym okrętem wstrzymano w toku kampanii francuskiej 10 czerwca 1940 roku. Był on wówczas zaawansowany w 28%, bez zamontowanych kotłów i maszyn, gdy 22 czerwca 1940 Niemcy zajęli Lorient. Pod okupacją prace powoli kontynuowano w celu opróżnienia pochylni. W 1942 roku niemiecka Kriegsmarine rozważyła kilka propozycji przebudowy krążownika na pomocniczy lotniskowiec o tymczasowym oznaczeniu Hilfsflugzeugträger II (lotniskowiec pomocniczy II). Tworzenie ostatecznych planów przebudowy zakończono do sierpnia 1942 roku, ale prace stoczniowe nie trwały długo. Do lutego 1943 roku projekt został porzucony z kilku powodów. Stocznia cierpiała na braki w materiałach stoczniowych i sile roboczej, a zespół projektowy miał znaczące obawy dotyczące projektu napędu jednostki. Również robotnicy stoczniowi nie wykazywali wielkiego zaangażowania, a wręcz sabotowali prace (między innymi po wyzwoleniu okazało się, że znaczna ilość materiałów została ukryta przez nich w podwójnym dnie okrętu). Zagrożenie stanowiło także alianckie lotnictwo, ponieważ Lorient znajdowało się w zasięgu startujących z Wielkiej Brytanii bombowców. Podczas jednego z nalotów okręt został uszkodzony przez dwie bomby. Kadłub został odzyskany przez francuską marynarkę po zakończeniu wojny i zwodowany w 1946 roku. Ostatecznie został ukończony w 1956 roku jako krążownik przeciwlotniczy.

### Charakterystyka techniczna
Przebudowany okręt miał mieć długość 180,4 m na linii wodnej i 192,5 m całkowitej. Szerokość wynosiła 24,4 m a zanurzenie 5,6 m. Jego projektowana wyporność miała wynosić 11 400 długich ton. Napęd jednostki składał się z dwóch zestawów turbin parowych Rateau-Bretagne, którym pary dostarczały cztery kotły Indret pracujące pod bardzo wysokim ciśnieniem. Maszyny miały produkować moc 10 000 shp, co miało pozwalać jednostce na osiągnięcie prędkości 32 węzłów. Zasięg miał wynosić 7000 mil morskich przy prędkości podróżnej 19 węzłów.
Po przebudowie okręt miał być uzbrojony w kilka rodzajów dział przeciwlotniczych. Ciężką artylerię przeciwlotniczą miało stanowić dwanaście dział kalibru 10,5 cm FlaK 38 umieszczonych na dwudziałowych podstawach. Podstawy miały być typu Dopp LC/31, pierwotnie zaprojektowane dla wcześniejszych dział kal. 8,8 cm SK C/31. Podstawy LC/31 były stabilizowane w trzech osiach i zdolne do osiągnięcia kąta podniesienia równego 80°. To pozwalało działom na prowadzenie ognia do celów na wysokości 12 500 m. Przeciw celom morskim działa miały donośność 17 700 m. Działa strzelały pociskami o masie 15,1 kg. Można było prowadzić ogień pociskami odłamkowymi, odłamkowo-zapalającymi i oświetlającymi. Osłonę przeciwlotniczą bliższego zasięgu stanowiło dwanaście dział SK C/30 kal. 3,7 cm oraz dwadzieścia cztery działka Flak 38 kal. 2 cm. Działa większego kalibru miały szybkostrzelność 30 pocisków na minutę, a z maksymalnym kątem podniesienia równym 85° mogły prowadzić ogień do samolotów na pułapie 6800 m. Działa o kal. 2 cm były ładowane z magazynków, miały teoretyczną szybkostrzelność 500 pocisków na minutę. Magazynki miały pojemność dwudziestu i czterdziestu pocisków.
Jako lotniskowiec jednostka miała być wyposażona w pokład lotniczy o długości 177,5 m i szerokości 24 m, wyposażony w dwa podnośniki dla samolotów. Samoloty miały być przechowywane w jednym hangarze o długości 142 m i szerokości 18,6 m. Grupa lotnicza miała się składać z jedenastu myśliwców Bf 109 i dwunastu bombowców nurkujących Ju 87 Stuka. Myśliwce Bf 109 miały być morską wersją modelu E, oznaczoną Bf 109T. Ich skrzydła były dłuższe niż wersji lądowej, co miało pozwolić na skrócenie drogi startowej. Samoloty Ju 87 miały być w wersji E, która była morską wersją Ju 87D. Dostosowano ją do wystrzeliwania z katapulty i wyposażono w hak hamujący do aerofiniszera.